# Шмидт, Карл Александрович
Карл Алекса́ндрович Шмидт (нем. Karl-Ferdinand Alexander Schmidt, рум. Carol Schmidt; 1846, Бельцы — 1928, Кишинёв) — городской голова Кишинёва. Этот период был отмечен значительным развитием городской инфраструктуры, архитектуры и промышленности.

## Биография
Родился в Бельцах 25 июня (7 июля) 1846 года в смешанной германо-польской семье. Мать была полькой; отец, коллежский советник Александр Карлович Шмидт, происходил из бессарабских немцев, служил хирургом во Врачебной управе Бессарабской области.
В 1857—1863 годах учился в Кишинёвской гимназии. В 1863 году поступил на физико-математический факультет Киевского университета Св. Владимира, но через год перешёл на юридический факультет Новороссийского университета в Одессе.
С 20 сентября 1877 года был городским головой Кишинёва. В апреле 1903 года после еврейского погрома 1903 года сложил с себя полномочия городского головы.
Скончался 9 марта 1928 года. Похоронен на Центральном (Армянском) кладбище в Кишинёве. При строительстве кинотеатра Gaudeamus могилу сохранить не удалось. Памятная табличка установлена на могиле сына, Владимира Карловича Шмидта, похороненного в 1938 году.

## Увековечение памяти

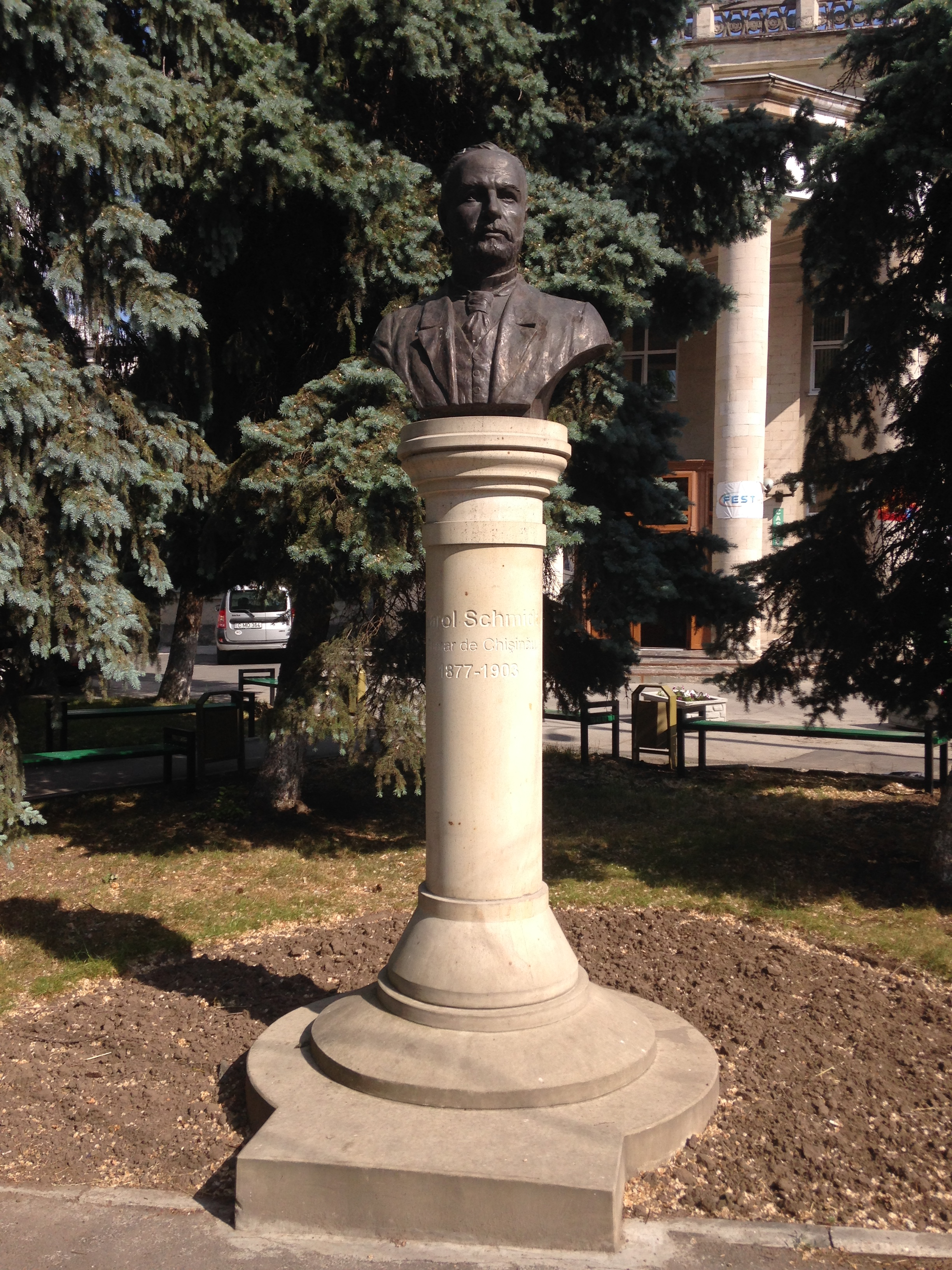
Памятник Карлу Шмидту в Кишинёве

Дом в Кишинёве, в котором проживал Карл, сохранился по настоящее время и расположен по адресу — улица Митрополит Варлаам 84. В 2013 году фасад и крыша здания были реставрированы. Деньги были выделены из муниципального бюджета Кишинёва.

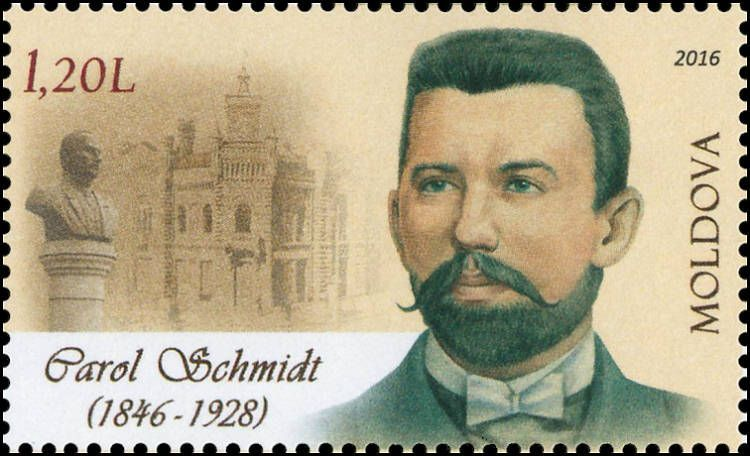
Карл Шмидт на почтовой марке Молдовы. 2016 г.

10 мая 2014 года в Кишинёве был открыт памятник Карлу Шмидту. Автор молдавский скульптор Вячеслав Жиглицкий. В церемонии открытия приняли участие председатель парламента Молдовы Игорь Корман и вице-председатель Бундестага Германии Улла Шмидт.

## Семья
Был женат на Марии Ивановне, в девичестве Кристи (1856–1902). Дядя Марии Ивановны (родной брат ее матери) — дипломат Александр Иванович Нелидов.
У супругов было четверо детей — два сына и две дочери:
- Владимир (1878–1938) — следователь, был женат на Елене Владиславовне Вольской, дочери коллежского советника. От неё имел двух дочерей и сына: Марию (род. 1905) и Екатерину (род. 1913), имя сына неизвестно;
- Александр (1879–1954) — юрист, кандидат экономических наук (1937), профессор (1946). Занимал пост примара Кишинёва в 1917—1918 годах.
- Мария (1880–1953, Ташкент). Переехав в Санкт-Петербург, два года училась на Бестужевских курсах. Приняла монашеский постриг с именем Мария. Монахиня Мария в 1922 году стояла у истоков создания иноческой общины Александро-Невского братства. В 1923-1925 годах отбывала ссылку близ Ашхабада (тогда — Полторацка). Вернулась в Ленинград, но в 1932 году была выслана в Казахстан. С 1934 года проживала в Ташкенте[5].
- Татьяна (1881–1945) — была замужем за Иваном Антоновичем Мануйловым. В 1940 году была с мужем арестована и сослана, в этом же году муж умер по дороге к месту ссылки. Умерла в Казахстане.

## Память
В 2015 году в Кишиневе установлен бюст Шмидта. Автор молдавский скульптор Вячеслав Жиглицкий. 